# المملكة البطلمية
المملكة البطلمية /ˌtɒlɪˈmeɪ.ɪk/ (باليونانية: Πτολεμαϊκὴ βασιλεία)‏ دولة هلنستية قديمة مقرها مصر. أسسها بطليموس الأول سوتر، رفيق الإسكندر الأكبر، عام 305 قبل الميلاد واستمرت حتى وفاة كليوباترا عام 30 قبل الميلاد. حكم البطالمة ما يقرب من ثلاثة قرون، وبذلك كانوا أطول سلالة حاكمة في تاريخ مصر القديمة وآخرها.
غزا الإسكندر الأكبر مصر عندما كانت تحت سيطرة الفرس عام 332 قبل الميلاد في حملاته ضد الإمبراطورية الأخمينية. بعد وفاة الإسكندر عام 323 قبل الميلاد، انهارت إمبراطوريته وسط مطالبات المتنافسين من خلفاء طوائف الإسكندر -أقرب أصدقائه ورفاقه- لحكمها. ظفر بطليموس، وهو يوناني مقدوني ومن أكثر جنرالات الإسكندر الموثوق بهم والمقربين منه، بالسيطرة على مصر من خصومه وأعلن نفسه فرعونًا. أصبحت الإسكندرية -مدينة يونانية أسّسها الإسكندر- العاصمة ومركزًا رئيسيًا للثقافة اليونانية والتعلم والتجارة على مدى القرون العديدة القادمة. في أعقاب الحروب السورية مع الإمبراطورية السلوقية -إحدى الدول الهلنستية المنافسة- امتدت مملكة البطالمة من شرق ليبيا إلى سيناء وجنوبًا إلى النوبة.
لإضفاء الشرعية على حكمهم والحصول على اعتراف المصريين الأصليين، تبنّى البطالمة لقب فرعون ورُسموا على المعالم العامة على الطراز واللباس المصري؛ بخلاف ذلك، حافظ النظام الملكي بصرامة على طابعه وتقاليده الهلنستية. سيطرت على المملكة بيروقراطيةٌ حكومية معقدة استغلت موارد البلاد الاقتصادية الهائلة لصالح الطبقة الحاكمة اليونانية التي هيمنت على الشؤون العسكرية والسياسية والاقتصادية والتي نادرًا ما انخرطت في المجتمع والثقافة المصرية. ظل المصريون الأصليون مسيطرين على المؤسسات المحلية والدينية، وأدركوا السلطة في البيروقراطية تدريجيًا شريطة هلينتهم. بدءًا من بطليموس الثاني فيلادلفوس، شرع البطالمة في تبني التقاليد المصرية، مثل الزواج من إخوتهم وفقًا لأسطورة أوزوريس، والمشاركة في الحياة الدينية المصرية. بُنيت معابد جديدة، ورُمّمت المعابد القديمة، وأغدقت الرعاية الملكية بسخاء على الكهنوت.

منذ منتصف القرن الثالث، كانت مصر البطلمية أغنى دول خلفاء الإسكندر وأقواها، والنموذج الرائد للحضارة الهلنستية. ابتداءً من منتصف القرن الثاني، أدى الصراع الأسري وسلسلة من الحروب الخارجية إلى إضعاف المملكة التي أصبحت تعتمد بشكل متزايد على الجمهورية الرومانية. تورّطت مصر تحت حكم كليوباترا التي سعت إلى استعادة السلطة البطلمية في حرب أهلية رومانية، ما أدى في النهاية إلى غزوها من قبل روما باعتبارها آخر دولة هلنستية مستقلة. أصبحت مصر الرومانية واحدة من أغنى مقاطعات روما ومركزًا للثقافة الهلنستية، وظلّت اليونانية اللغة الرئيسية للحكومة حتى الفتح الإسلامي في عام 641 للميلاد. ظلّت الإسكندرية إحدى المدن الرائدة في البحر المتوسط حتى أواخر العصور الوسطى.

## التاريخ
تعد فترة الحكم البطلمي في مصر من الفترات الزمنية الأفضل توثيقًا في العصر الهلنستي، إذ عُثر على كمية وفيرة من ورق البردي والشقف الأثرية باللغتين اليونانية العامية المختلطة والمصرية.

### خلفية
في عام 332 قبل الميلاد، غزا الإسكندر الأكبر، ملك مقدونيا، مصر التي كانت في ذلك الوقت ساترابية تابعة للإمبراطورية الأخمينية تُعرف باسم الأسرة المصرية الحادية والثلاثين تحت حكم الإمبراطور داريوس الثالث. زار ممفيس وسافر إلى كاهن آمون في واحة سيوة. أعلن الكاهن أنه ابن آمون.
استمال الإسكندر المصريين باحترامه لديانتهم، لكنه عيّن مقدونيين في جميع المناصب العليا تقريبًا في البلاد، وأسس مدينة يونانية جديدة تسمى الإسكندرية لتكون العاصمة الجديدة. أصبح بالإمكان عندئذ تسخير ثروة مصر لقيام الإسكندر بغزو بقية الإمبراطورية الأخمينية. في وقت مبكر من عام 331 قبل الميلاد، كان مستعدًا للرحيل، وقاد قواته إلى فينيقيا بعد أن عيّن كليومينس النقراطسي أميرًا حاكمًا على مصر في غيابه، لكن الإسكندر لم يعد إلى مصر قط.

### التأسيس
بعد موت الإسكندر في بابل عام 323 قبل الميلاد، اندلعت أزمة على الخلافة بين جنرالاته. في البداية، حكم بيرديكاس الإمبراطورية كوصي على أخ الإسكندر غير الشقيق أريدايوس الذي أصبح فيليبوس الثالث المقدوني، ثم كوصي على كل من فيليبوس الثالث وابن الإسكندر، الإسكندر الرابع المقدوني، الذي لم يكن مولودًا بعد عند وفاة والده. عيّن بيرديكاس بطليموس -أحد رفقاء الإسكندر المقربين- ليكون ساتراب مصر. حكم بطليموس مصر منذ عام 323 قبل الميلاد باسم الملكين المشتركين بالحكم شكليًا، فيليبوس الثالث والإسكندر الرابع. ومع ذلك، حالما تفككت إمبراطورية الإسكندر الأكبر، أسس بطليموس نفسه كحاكم بجهوده الخاصة. نجح بطليموس في الدفاع عن مصر ضد غزو بيرديكاس عام 321 قبل الميلاد، وعزّز موقعه في مصر والمناطق المحيطة بها خلال حروب خلفاء طوائف الإسكندر (322-301 قبل الميلاد). في عام 305 قبل الميلاد، حصل بطليموس على لقب الملك. أسس -بصفته بطليموس الأول سوتر (المنقذ)- أسرة البطالمة التي حكمت مصر ما يقرب من 300 عام.
أُطلق على جميع الحكام الذكور في الأسرة الحاكمة اسم بطليموس، بينما فضّلت الأميرات والملكات اسم كليوباترا وأرسينوي وبيرينيكي. لأن الملوك البطالمة تبنوا التقليد المصري بالزواج من أخواتهم، حكم العديد منهم بالاشتراك مع زوجاتهم اللواتي كن أيضًا من العائلة المالكة. جعل هذا التقليد السياسةَ البطلمية منطويةً على سفاح القربى بصورة مثيرة للارتباك، وسيطر الضعف على البطالمة اللاحقين بشكل متزايد. كانت برينيكي الثالثة وبرينيكي الرابعة الملكتين البطلميتين الوحيدتين اللتين حكمتا بمفردهما رسميًا. شاركت كليوباترا الخامسة في الحكم مع أنثى أخرى هي برينيكي الرابعة. شاركت كليوباترا السابعة رسميًا في الحكم مع بطليموس الثالث عشر ثيوس فيلوباتور وبطليموس الرابع عشر وبطليموس الخامس عشر، لكنها حكمت مصر بمفردها بشكل فعال.
لم يُحدِث البطالمة الأوائل تغييرات على ديانة المصريين أو عاداتهم. قاموا ببناء المعابد المهيبة للآلهة المصرية وسرعان ما تبنوا المظهر الخارجي للفراعنة القدماء. في عهد بطليموس الثاني وبطليموس الثالث، كوفئ الآلاف من قدامى المحاربين المقدونيين بمنحهم الأراضي الزراعية، وأقام المقدونيون في المستعمرات والحاميات أو استقروا في القرى في جميع أنحاء البلاد. لم يشهد صعيد مصر -الأبعد عن مركز الحكومة- تأثرًا كبيرًا على الفور، مع أن بطليموس الأول أنشأ المستعمرة اليونانية المنشاة لتكون عاصمة الصعيد. ولكن التأثير اليوناني امتد في غضون قرن من الزمان في جميع أنحاء البلاد وأنتج التزاوج المختلط طبقة كبيرة من المتعلمين اليونانيين المصريين. ومع ذلك، ظل اليونانيون دائمًا أقلية تحظى بالامتيازات في مصر البطلمية، إذ عاشوا بموجب القانون اليوناني، وتلقوا التعليم اليوناني، وحوكموا في المحاكم اليونانية، وكانوا مواطنين في المدن اليونانية.

### الازدهار

#### بطليموس الأول
هيمنت حروب خلفاء الإسكندر بين مختلف الدول التي خلفت إمبراطورية الإسكندر على الجزء الأول من حكم بطليموس الأول الذي تمثّل هدفه الأول في المحافظة على منصبه في مصر، والثاني في توسيع منطقة نفوذه. سيطر في غضون بضع سنوات على ليبيا وسوريا الجوفاء (ومن ضمنها يهودا) وقبرص. عندما حاول أنتيغونوس -حاكم سوريا- إعادة توحيد إمبراطورية الإسكندر، انضم بطليموس إلى التحالف ضده. في عام 312 قبل الميلاد، تحالف بطليموس مع سلوقس -حاكم بابل- وهزم ديمتريوس -ابن أنتيغونوس- في معركة غزة.
في عام 311 قبل الميلاد، عُقد سلام بين المقاتلين، ولكن الحرب اندلعت مرة أخرى في عام 309 قبل الميلاد، واحتل بطليموس كورنث وأجزاء أخرى من اليونان، على الرغم من أنه خسر قبرص بعد معركة بحرية عام 306 قبل الميلاد. بعدها حاول أنتيغونوس غزو مصر لكن بطليموس حصّن الحدود ضده. انضم بطليموس إلى التحالف عند تجدّده ضد أنتيغونوس في 302 قبل الميلاد، لكنه وجيشه لم يكونا حاضرين عندما هُزم أنتيغونوس وقُتل في معركة إبسوس. وبدلًا من ذلك، استغل الفرصة ليسيطر على سوريا الجوفاء وفلسطين وخرق بذلك الاتفاق الذي خصّص هذه المنطقة لسلوقس، وعليه مهّد الطريق للحروب السورية المستقبلية. بعد ذلك حاول بطليموس عدم التدخل في الحروب البرية، لكنه استعاد قبرص عام 295 قبل الميلاد.
لمّا شعر بطليموس أن المملكة أصبحت آمنة، تشارك الحكم مع ابنه بطليموس الثاني من الملكة برينيكي في 285 قبل الميلاد. ربما كرّس فترة اعتزاله الحكم لكتابة تاريخ حملات الإسكندر التي اندثرت للأسف ولكنها كانت مصدرًا رئيسيًا لعمل آريانوس لاحقًا. توفي بطليموس الأول عام 283 قبل الميلاد عن عمر يناهز 84 عامًا، وأورث ابنه مملكة مستقرة ومتماسكة الحكم.

## معرض صور

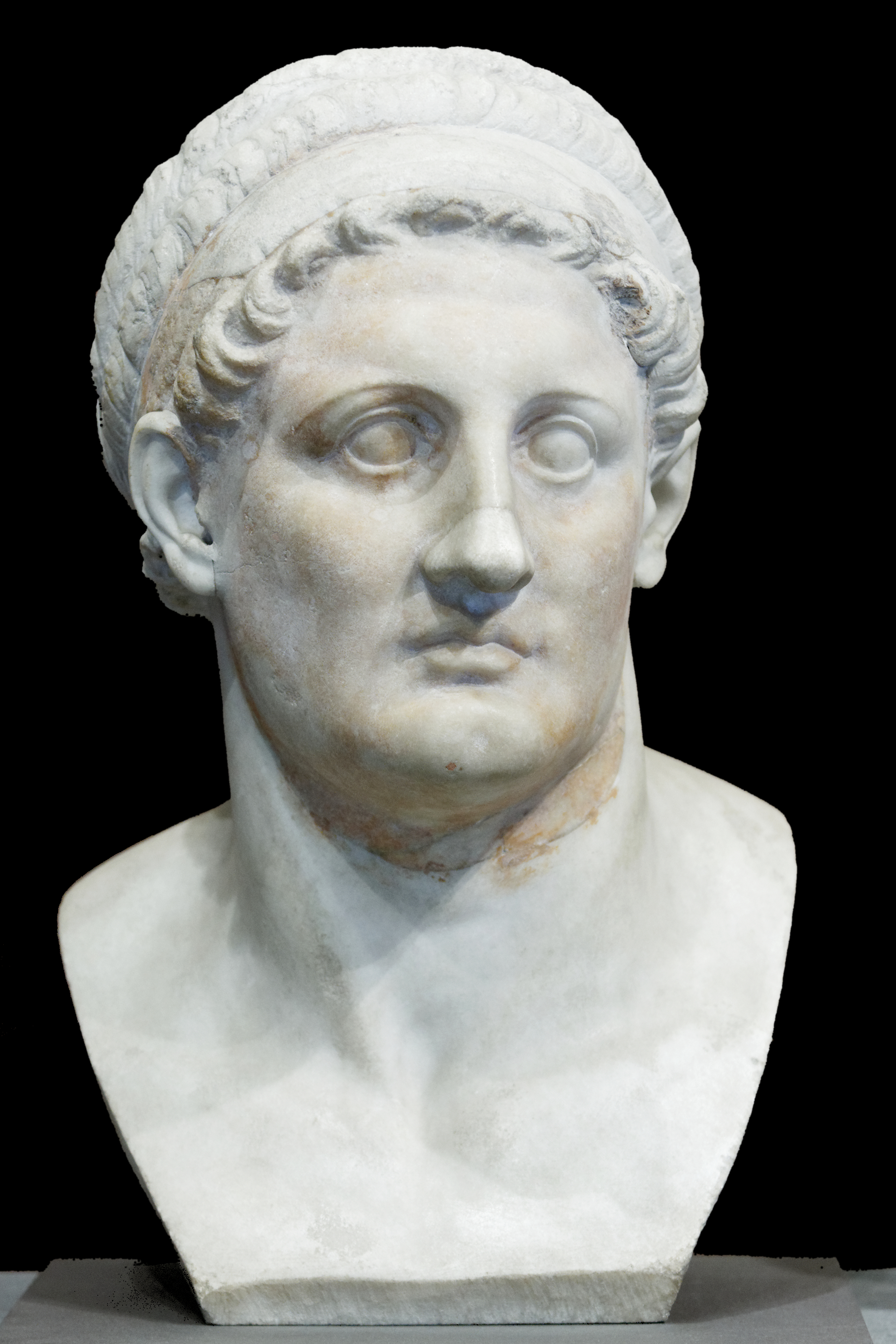
نصف تمثال بطليموس الأول في متحف اللوفر
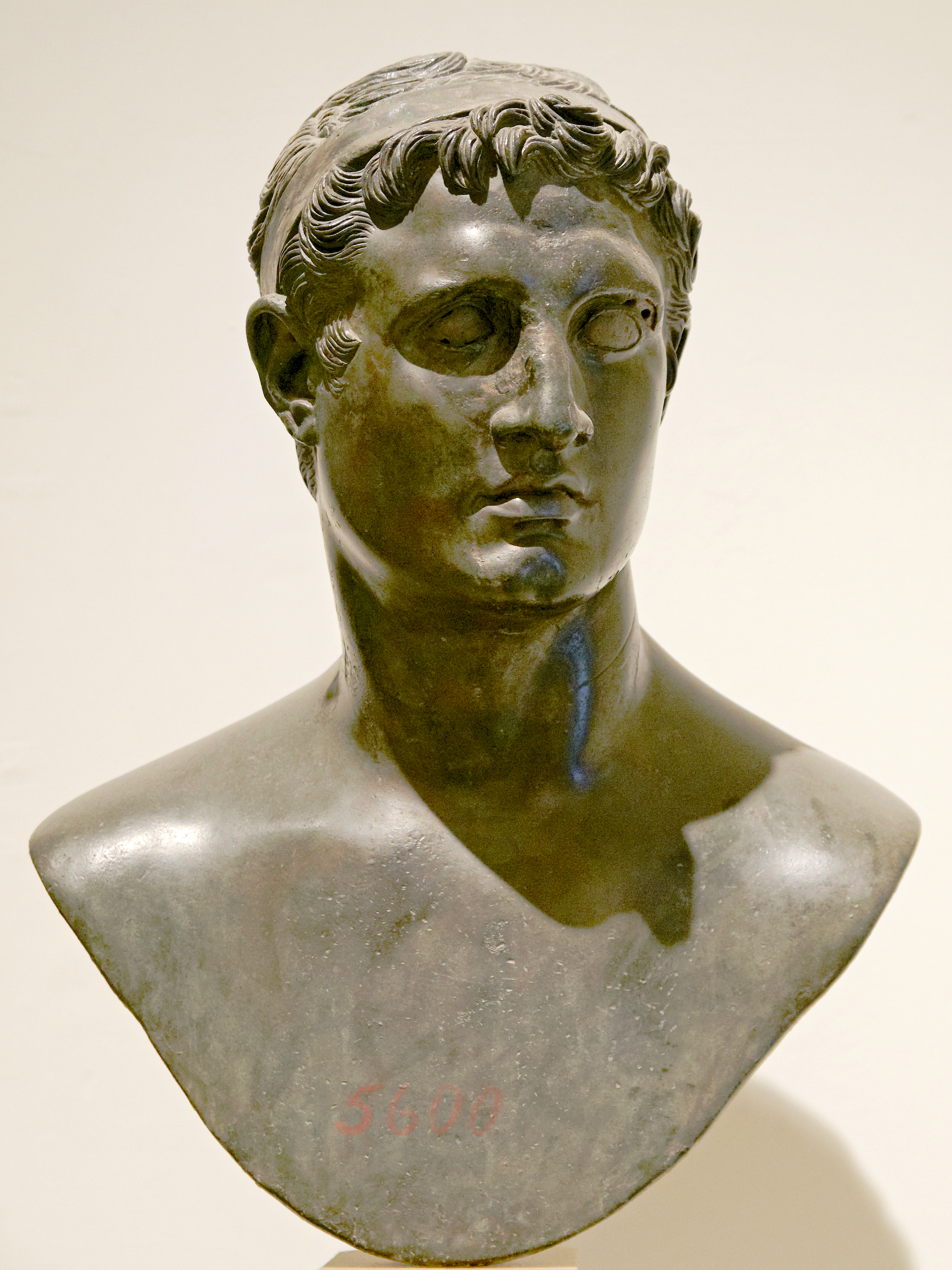
بطليموس الثاني
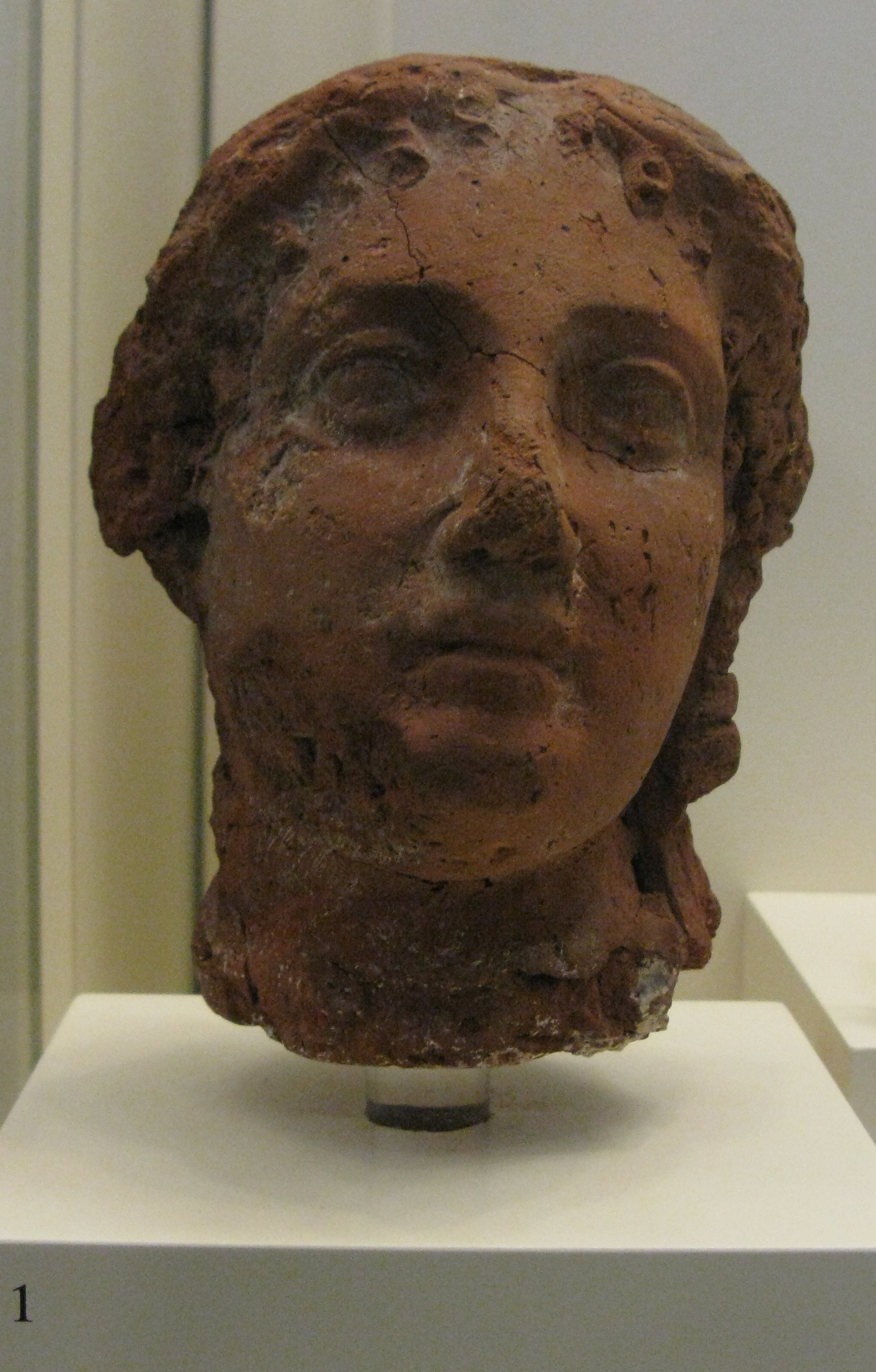
رأس من الطين للملكة أرسينوي الثانية، أخت وزوجة الملك بطليموس الثاني.
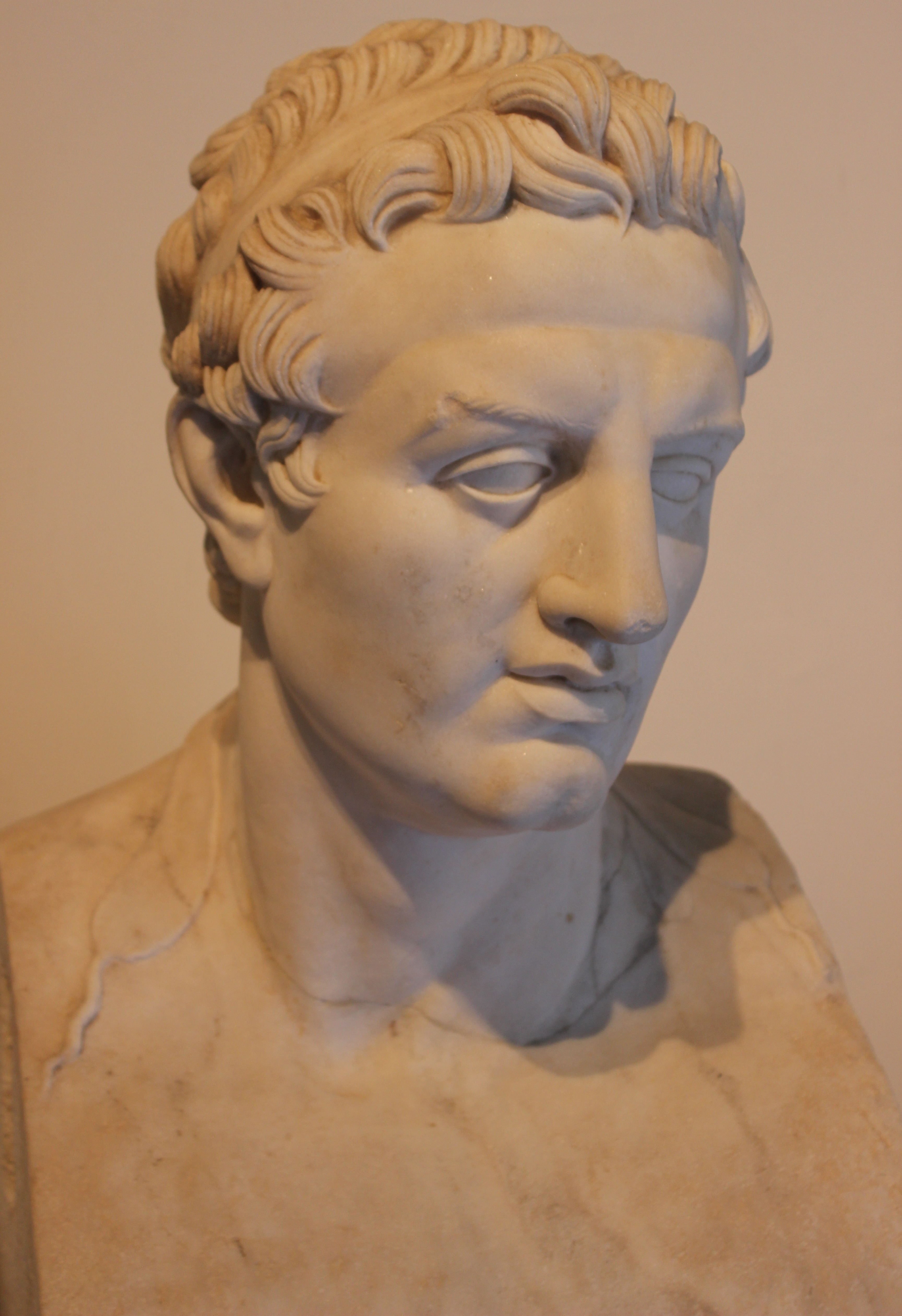
بطليموس الثالث
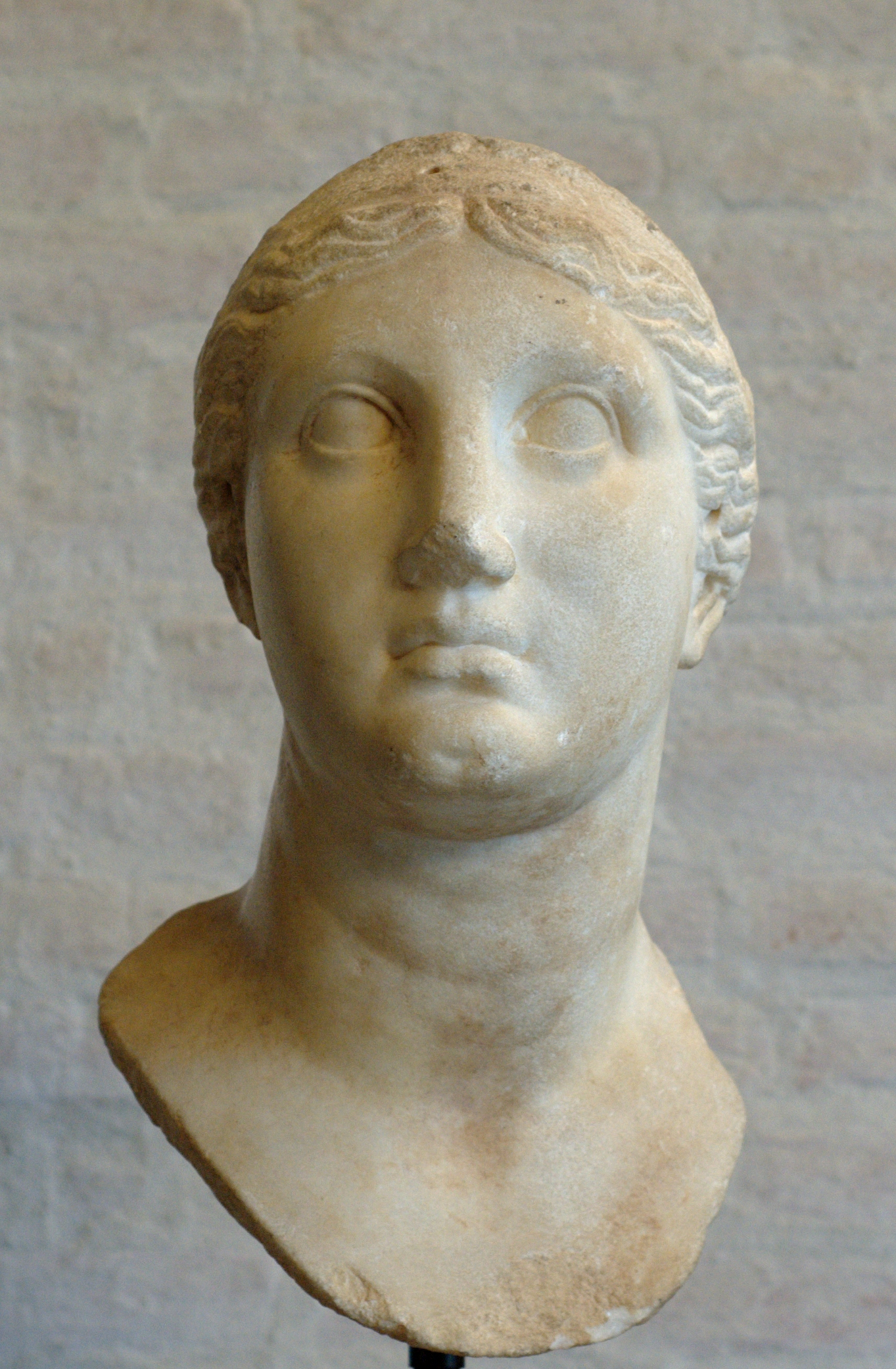
برنيكي الثانية
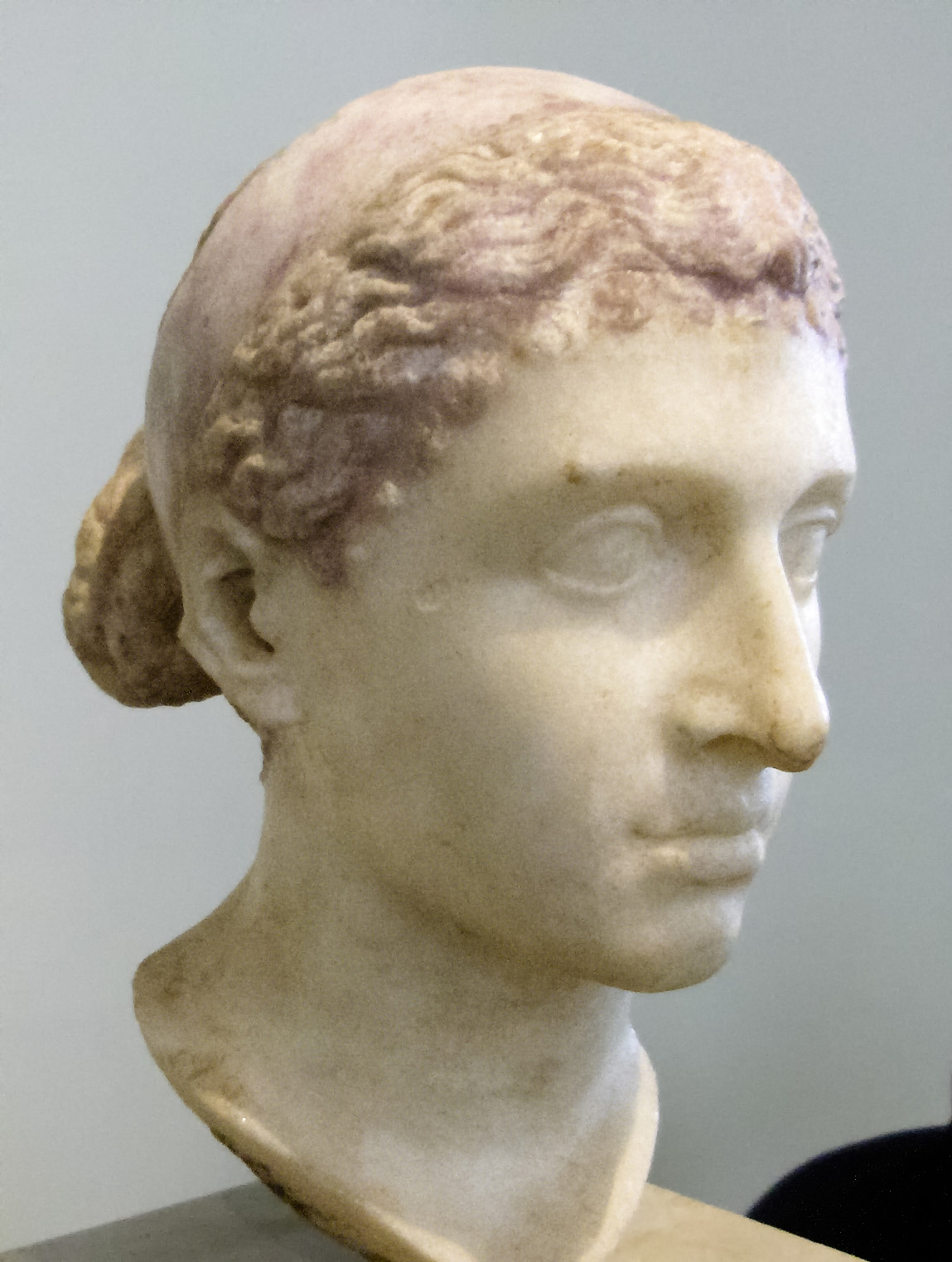
كليوباترا
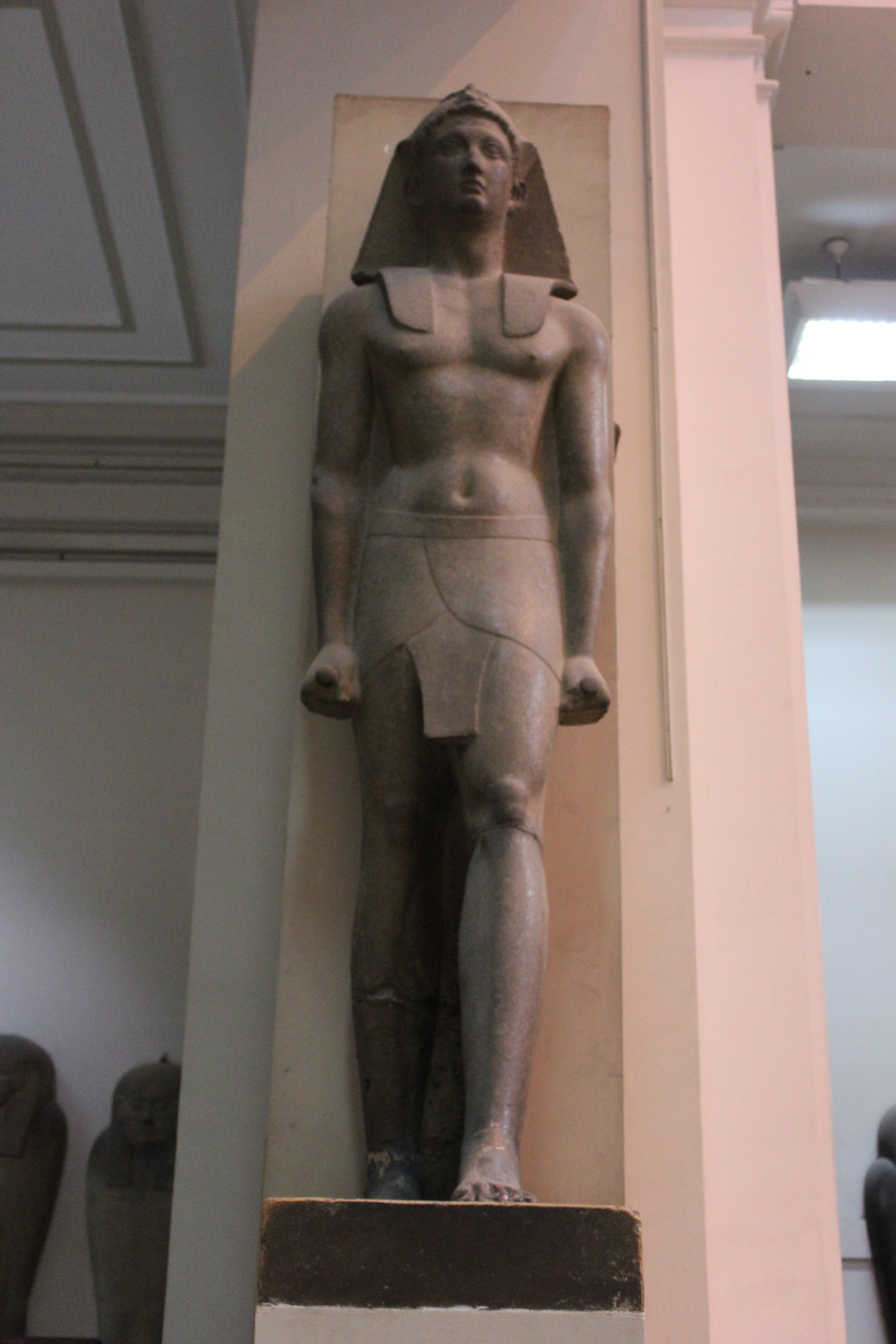
تمثال من المملكة البطلمية بالمتحف المصري.